# Goldisthal
Goldisthal é um município da Alemanha, situado no distrito de Sonneberg, no estado da Turíngia. Tem 19,69 km² de área, e sua população em 2019 foi estimada em 379 habitantes.